# ادسون رامیرز
ادسون اسماعیل رامیرز راموس (زاده ۱۰ ژوئیه ۲۰۰۰) یک تیرانداز ورزشی مکزیکی است. او در سال ۲۰۱۹ در مسابقات تفنگ بادی ۱۰ متر مردان در بازی‌های پان امریکن ۲۰۱۹ که در لیما، پرو برگزار شد، مدال نقره گرفت. وی همچنین در ماده تفنگ بادی ۱۰ متر میکس به همراه گابریلا مارتینز به مدال برنز دست یافت.
او در سال ۲۰۱۸ در رشته تفنگ بادی ۱۰ متر میکس در المپیک تابستانی جوانان ۲۰۱۸ که در بوئنوس آیرس آرژانتین برگزار شد، مدال نقره گرفت. او همچنین در تفنگ بادی ۱۰ متر پسران شرکت کرد و نتوانست جواز حضور در فینال را کسب کند.
او نماینده مکزیک در بازی‌های المپیک تابستانی ۲۰۲۰ در توکیو ژاپن بود. او در ماده تفنگ بادی ۱۰ متر مردان شرکت کرد.